# Choeropsis
Choeropsis, del griego clásico χοῖρος (choîros), «cerdo», y ὄψις (ópsis), «apariencia», es un género de mamíferos artiodáctilos conocidos vulgarmente como hipopótamos pigmeos. Son propios de África.

## Especies
- Choeropsis liberiensis
- Choeropsis madagascariensis †